# Katarina Utas
Katarina Simonsdotter Utas, född Kotz 1854, död ca 1930, var bondhustru och psalmsångerska från Gammalsvenskby i Ukraina, gift med lantbrukaren Petter Utas.
Katarina Utas evakuerades 1929 till Sverige tillsammans med de flesta av byborna, bland andra brodern och klockaren Simon Kotz som med orgelns hjälp alltifrån 1886 sökt införa de nyare, rytmiskt mer utslätade koralerna i den nya sockenkyrkan (byggd 1885). Innan Katarina flyttade vidare till en dotter i Kanada, upptecknades ett stort antal gamla folkliga koralmelodier från hennes mun. 
"Hon var mycket musikalisk och kunde utan olägenhet avbryta sången under uppteckningsarbetet och åter ta vid på rätt ton. Hennes minne var osvikligt, evad det gällde melodier eller texter; de senare återgav hon utan hjälp av boken. Repertoaren var den största upptecknaren funnit hos någon enskild koralsångare; icke mindre än fyrtiofyra psalmmelodier upptecknades efter hennes sång." (Olof Andersson).
Troligen härstammade åtskilliga av dessa melodier från norra Dagö i Estland, där de flesta av gammalsvenskbybornas förfäder haft sitt hemvist från medeltiden fram till 1782, då kejsarinnan Katarina II deporterade dem till Ukraina.